# Yrjö Nikkanen

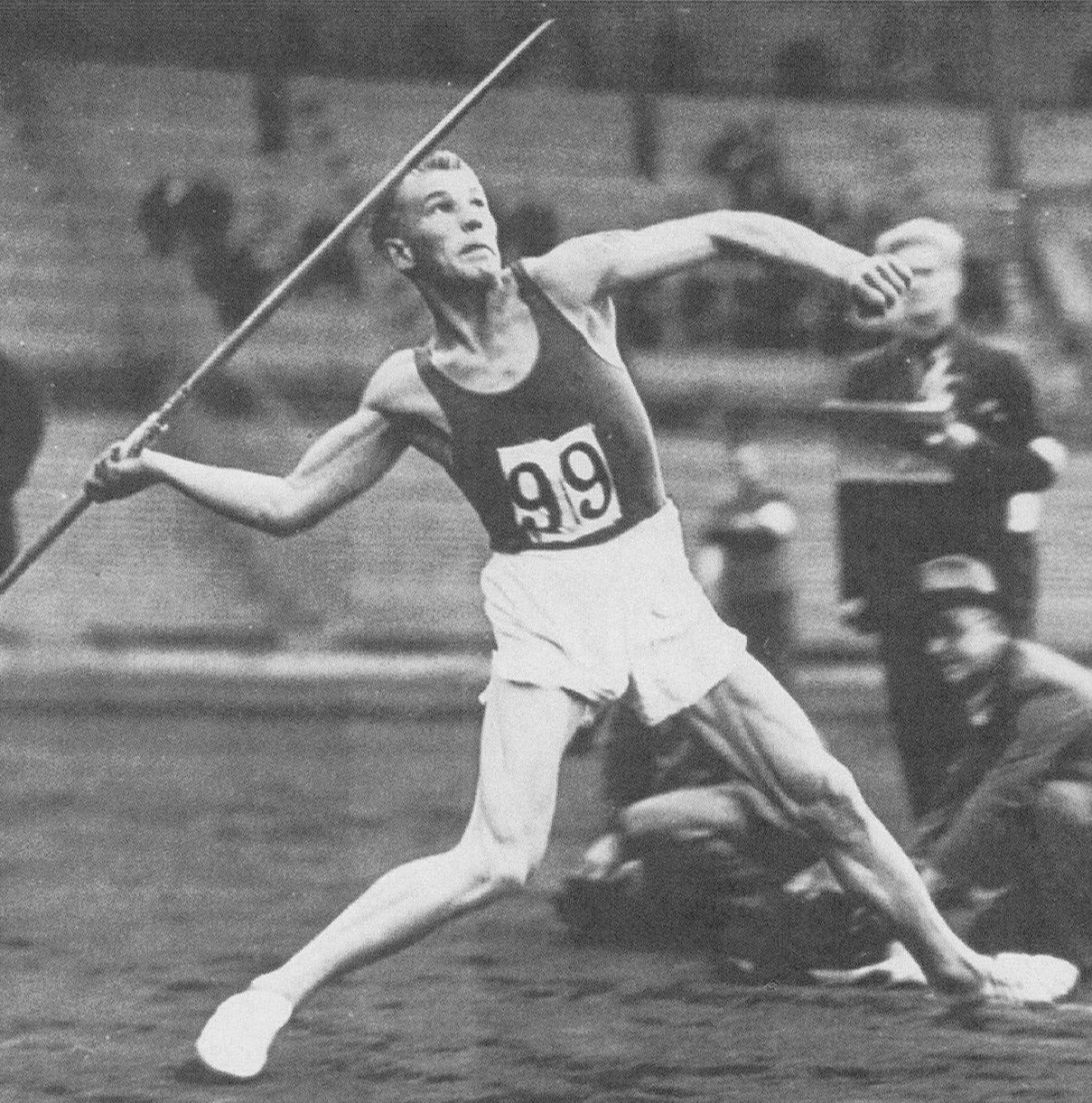
Yrjö Nikkanen

Jouko Yrjö Nikkanen (* 31. Dezember 1914 in Kanneljärvi, Südkarelien, heute Pobeda; † 18. November 1985 in Suoniemi bei Nokia) war ein finnischer Leichtathlet, der in den 1930er- und 1940er-Jahren zur Weltspitze im Speerwurf zählte. Er warf zwei Weltrekorde und gewann bei Olympischen Spielen und Europameisterschaften insgesamt drei Silbermedaillen.

## Erfolge
- XIII. Olympische Sommerspiele 1936 in Berlin: SILBER mit 70,77 m hinter dem Deutschen Gerhard Stöck mit 71,84 m und vor seinem Landsmann Kalervo Toivonen mit 70,72 m
- Europameisterschaften 1938 in Paris: SILBER mit 75,00 m hinter seinem Landsmann Matti Järvinen mit 76,87 m und vor dem Ungarn József Várszegi mit 72,78 m
- Europameisterschaften 1946 in Oslo: SILBER mit 67,50 m hinter dem Schweden Lennart Atterwall mit 68,74 m und vor seinem Landsmann Tapio Rautavaara mit 66,40 m
- Weltrekorde
  - 77,87 m am 25. August 1938 in Karhula (Verbesserung der 2 Jahre alten Bestmarke von Matti Järvinen um 64 cm)
  - 78,70 m am 16. Oktober 1938 in Kotka. Dieser Weltrekord sollte zu einem der langlebigsten in der Geschichte der Leichtathletik werden: Erst 15 Jahre später schraubte ihn der Amerikaner Bud Held auf 80,41 m.

Leistungsentwicklung
| Jahr      | 1933  | 1934  | 1935  | 1936  | 1937  | 1938  | 1946  |
| Weite (m) | 57,78 | 66,44 | 66,44 | 72,15 | 74,78 | 78,70 | 72,59 |